# Bai Yawen
Dans ce nom chinois, le nom de famille, Bai, précède le nom personnel.
Bai Yawen (chinois : 白 雅雯 / pinyin : Bái Yǎwén, née le 9 septembre 1998 à Nanning) est une gymnaste artistique chinoise.

## Biographie
Bai Yawen est née à Nanning de parents sportifs. Lorsqu'elle atteint ses quatre ans, ses parents l'amène à l'école de sport de Nanning. Elle y suit une formation avec l'entraîneur Li Qunfang (李群芳) et après deux ans, est repérée par une équipe sportive de haut niveau. Ses parents décident de la laisser à Nanning pour qu'elle s'entraîne avec l'équipe de gymnastique provinciale. Son niveau s'y est rapidement amélioré, et elle a pu rentrer dans la deuxième équipe de compétition. 
En mai 2014, sa performance a grandement impressionné le jury, et elle gagner la médaille d'argent dans l'épreuve de la poutre,.

## Palmarès

### Championnats du monde
- Nanning 2014
  -  médaille d'argent au concours par équipes
  -  médaille d'argent à la poutre

### Jeux asiatiques
- Incheon 2014
  -  médaille d'argent à la poutre

### Championnats de Chine de gymnastique artistique(en)
- Nanning 2014 (en)
  -  médaille d'argent à la poutre